# Coleophora wolschrijni
Coleophora wolschrijni é uma espécie de mariposa do gênero Coleophora pertencente à família Coleophoridae.